# Старомлинівська сільська рада
Старомлинівська сільська рада — орган місцевого самоврядування Старомлинівської сільської громади у Волноваському районі Донецької області.

## Склад ради
Рада складається з 20 депутатів та голови.

## Керівний склад сільської ради
| ПІБ                               | Основні відомості                                                         | Дата обрання | Дата звільнення |
| --------------------------------- | ------------------------------------------------------------------------- | ------------ | --------------- |
| Пантелейчук Людмила Володимирівна | Сільський голова, 1956 року народження, освіта, позапартійна              | 26.03.2006   | 31.10.2010      |
| Пантелейчук Людмила Володимирівна | Сільський голова, 1956 року народження, освіта вища, член Партії регіонів | 31.10.2010   |                 |

Примітка: таблиця складена за даними джерела